# Kościół św. Antoniego Padewskiego w Roszkowicach
Kościół św. Antoniego Padewskiego – rzymskokatolicki kościół parafialny  w Roszkowicach (gmina Byczyna), należący do parafii św. Antoniego Padewskiego, w dekanacie Wołczyn w diecezji kaliskiej.
Kościół 17 stycznia 1966 roku, pod numerem 1061/66, został wpisany do rejestru zabytków.

## Historia kościoła
Kościół to neoromańska świątynia, wybudowana w latach 1848–1849 w miejsce drewnianego kościółka pochodzącego z 1408 roku, który spłonął w 1847 roku. Kościół został wybudowany z fundacji Wilhelma von Taubadela.
Kościół został wybudowany przez ewangelików, którzy pod koniec XIX wieku, byli przeważającą grupą wyznaniową na tym terenie. Stan taki istniał do momentu zakończenia II wojny światowej. W 1945 roku kościół został przekazany w ręce katolików. Przy kościele znajdował się cmentarz parafialny, który został zlikwidowany w latach 80. XX wieku.